# Tiroli kalap

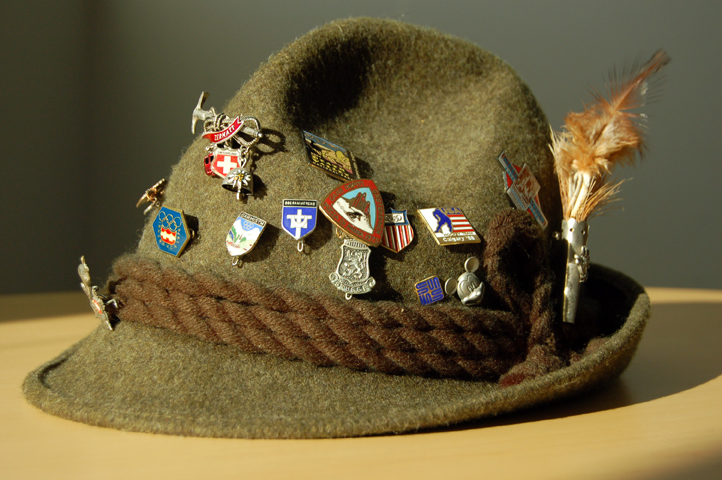
Tiroli kalap jelvényekkel

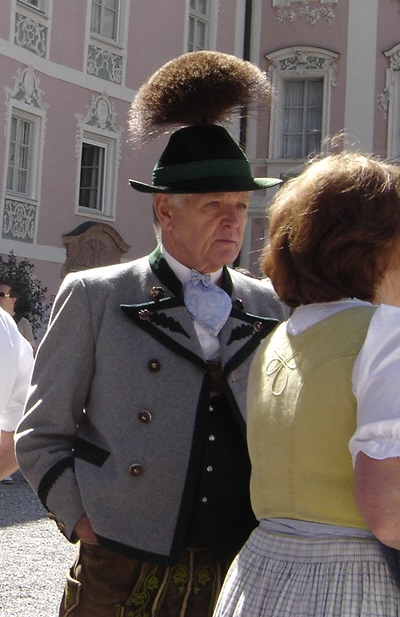
Tiroli kalap „gamsbart” ecsettel

A Tiroli kalap (németül: Tirolerhut, olaszul: cappello alpino), más néven bajor kalap vagy alpesi kalap egy olyan fejfedőtípus, amely eredetileg az Alpokban fekvő Tirolból származik, a mai Ausztria, Németország, Olaszország és Svájc területén. A helyi népviselet, ruházat lényeges és jellegzetes eleme.

## Leírása
A tipikus tiroli kalap zöld nemezből készült, amelynek koronája eredetileg hegyesre szűkülő volt, karimája pedig nagyjából tenyérnyi szélességű, ami különösen az ausztriai tiroli völgyben, Zillertalban volt elterjedt.
A kalapok formája és szélessége is eltérő, jellemzően színes, zsinóros kalapszalaggal és a korona oldalán virágokkal, tollakkal vagy „ecsettel” díszítettek. A hagyományos „kefe”, az úgynevezett gamsbart a zerge szakállából készül. Egy nagy és mutatós példány akár több ezer egyedi szőrszálat is tartalmazhat, és 2500-3000 dollárba kerülhet. Sokféle formát ölthet, és gyakran kombinálható tollakkal.

## Története

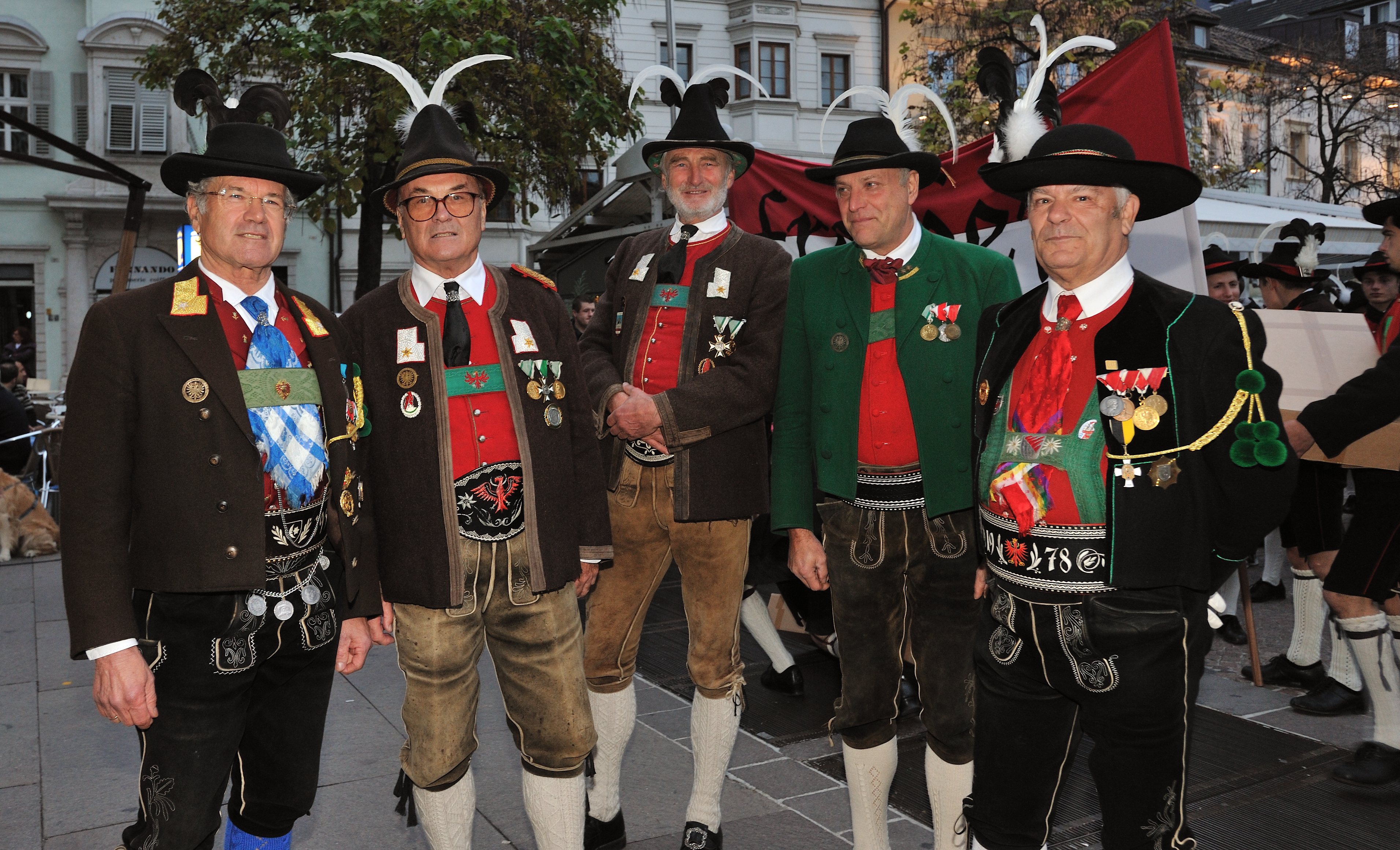
Tiroli lövészek hagyományos kalapformákban

A 19. és 20. században a tiroli viseletek megjelenésében bizonyos fokú hasonlóság alakult ki. A tiroli falusi viseletekben a tiroli kalap különböző stílusai az 1830–1840-es évek óta fennmaradtak, a korabeli divathoz hasonlóan. Ezek az eredeti formák az észak-tiroli magas, viszonylag keskeny karimájú, felül behorpadt kalapoktól a dél-tiroli borvidék kis, széles karimájú kalapjaiig terjednek.
Később a tiroli kalap a „tiroli kultúra” mint turisztikai szimbólum képhordozójává vált, nagyon népszerű volt a népi összejöveteleken és sörfesztiválokon, például a müncheni Oktoberfesten, és hatással voltak rá a népzenei együttesek, amelyek fantáziadús „helyi” viseletet hordtak. A zenész, Billy Mo 1962-ben írt egy dalt Ich kauf' mir lieber einen Tirolerhut (Inkább veszek egy tiroli kalapot) címmel, amely megerősítette a kalap és a hagyományos alpesi (fúvószenekari) népzene közötti kapcsolatot. 1965-ben ugyanezen a címen egy vígjáték-musical született.
A tiroli kalap még ismertebbé vált VIII. Eduárd brit királynak köszönhetően, aki lemondása után gyakran tartózkodott Stájerországban, és gyakran viselt tiroli stílusú kalapot, bár az nem onnan származott.  Állítólag a tiroli kalap volt az ihletője a Homburg kalapnak, amelyet nagyapja, VII. Eduárd népszerűsített.

## Képgaléria

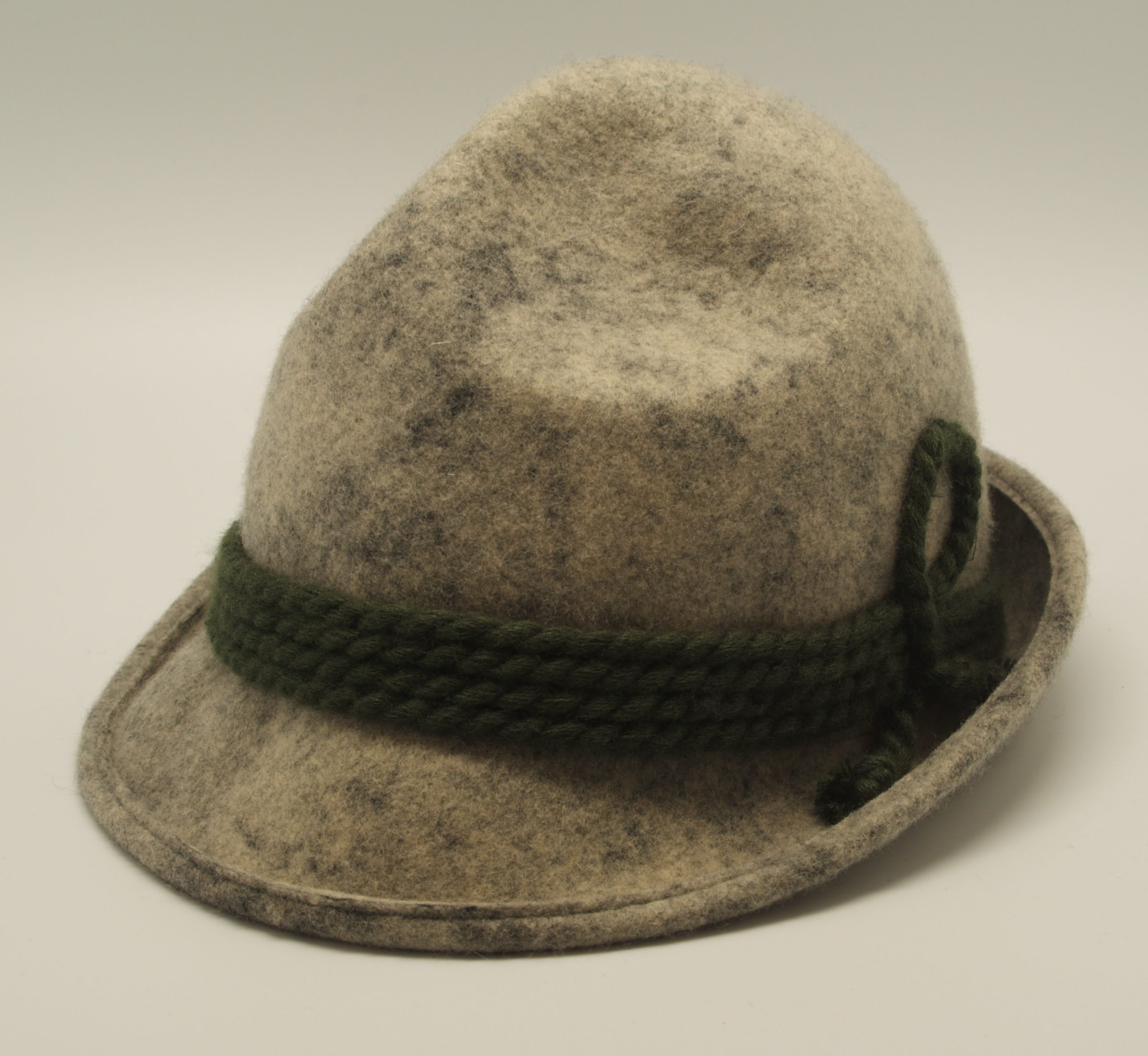
Szürke tiroli sapka
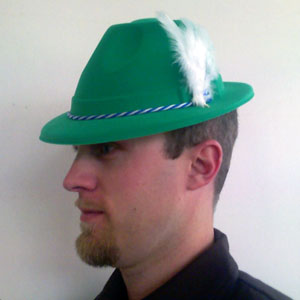
A tiroli kalap leegyszerűsített változata
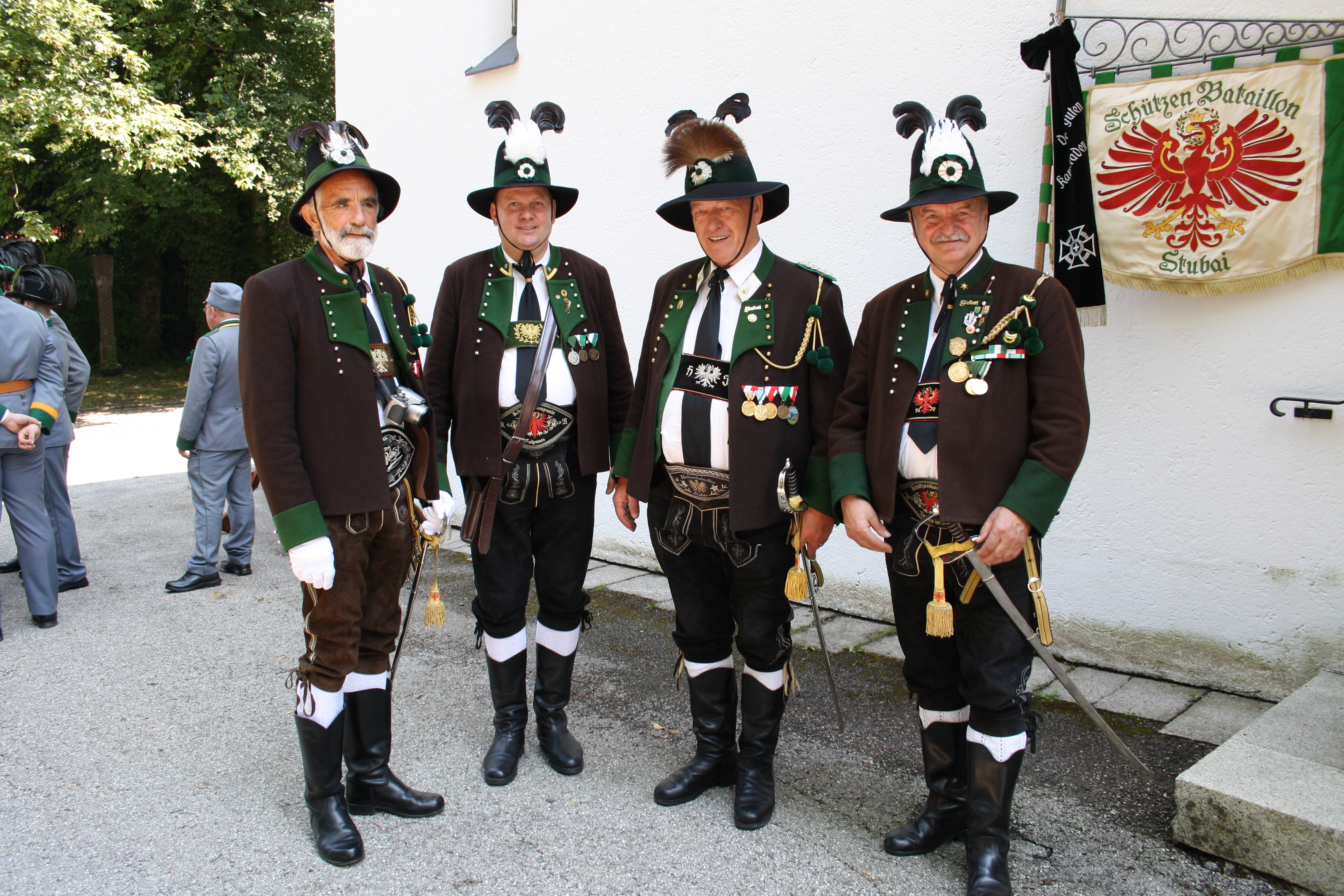
Férfiak népviseletben Habsburg Ottó temetésén Pöckingben
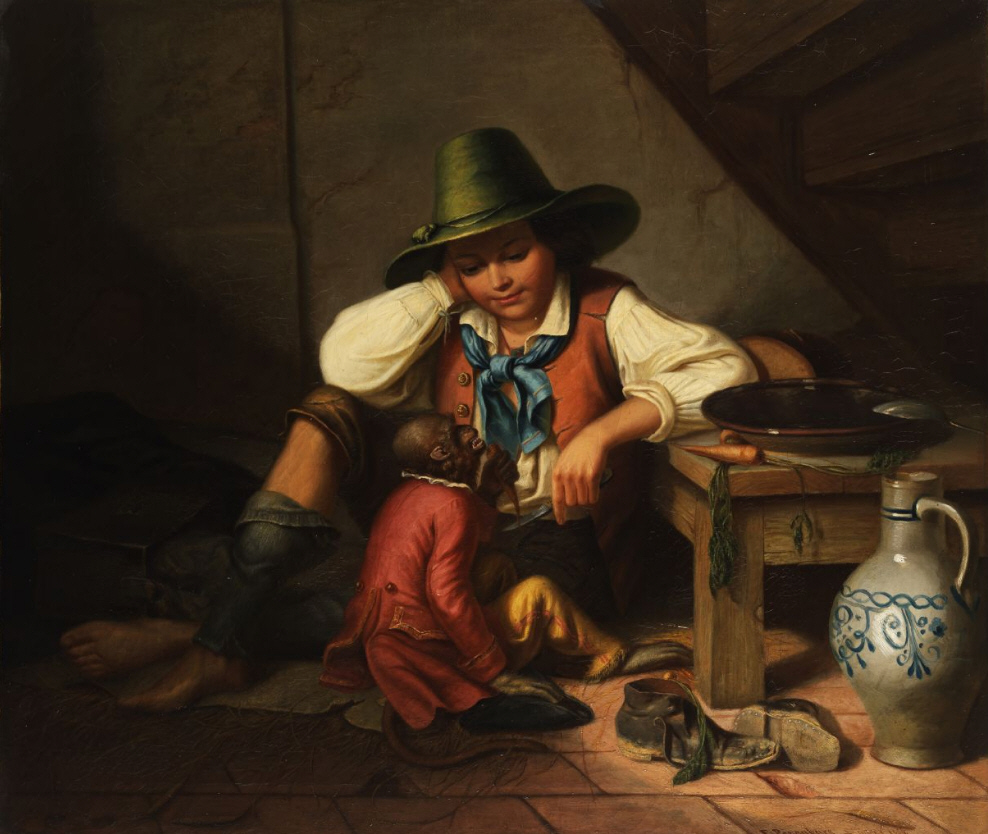
E. Petzenburg Tiroli kalapos fiú majommal (Knabe mit Tirolerhut und Äffchen). olaj, vászon, 1834 körül
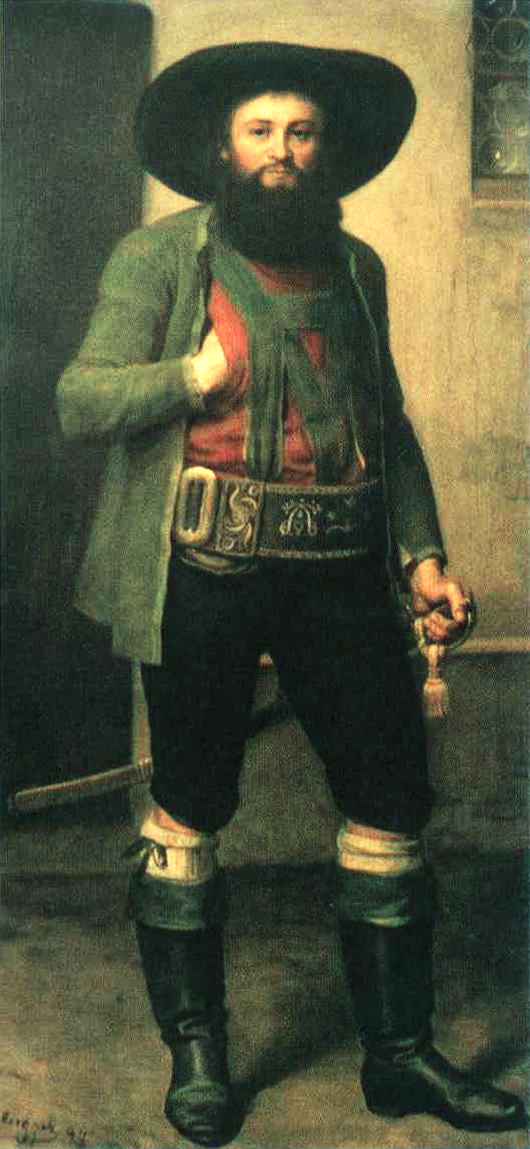
Andreas Hofer a tipikus dél-tiroli típusú széles karimájú lapos kalapban (portré, 19. század közepe)
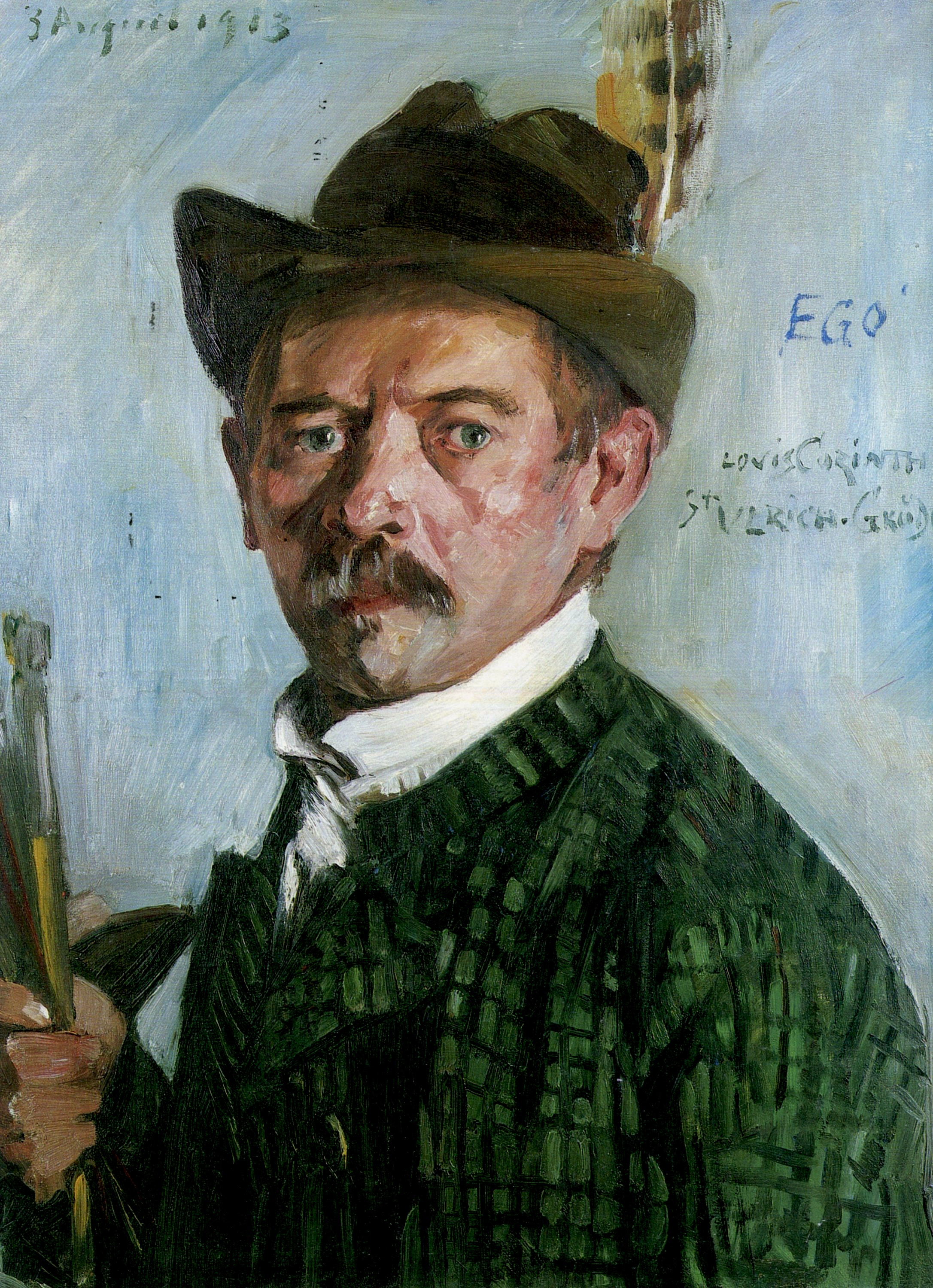
Lovis Corinth: Önarckép tiroli kalappal (Selbstporträt mit Tiroler Hut), 1913

## Fordítás
- Ez a szócikk részben vagy egészben  a   Tyrolean hat című angol Wikipédia-szócikk ezen változatának fordításán alapul.  Az eredeti cikk szerkesztőit annak laptörténete sorolja fel. Ez a jelzés csupán a megfogalmazás eredetét és a szerzői jogokat jelzi, nem szolgál a cikkben szereplő információk forrásmegjelöléseként.